# Konsolidation (Sachenrecht)
Konsolidation tritt regelmäßig ein, wenn Berechtigter und Verpflichteter eines dinglichen Rechts in einer Person zusammenfallen. Sie ist damit ein Unterfall der Konfusion und führt zum Erlöschen.
Bedeutsamer als das Prinzip der Konsolidation, das von nur geringer praktischer Relevanz ist, ist der in § 889 BGB geregelte Ausschluss der Konsolidation im Falle dinglicher Rechte.
§ 889 BGB lautet wörtlich: Ein Recht an einem fremden Grundstück erlischt nicht dadurch, dass der Eigentümer des Grundstücks das Recht oder der Berechtigte das Eigentum an dem Grundstück erwirbt.
Dies führt zu den praktisch durchaus häufigen Fällen des Bestehens einer Eigentümergrundschuld oder einer Eigentümerhypothek. Diese bleiben vor allem in ihrem ursprünglichen Rang bestehen, so dass derjenige, der eine vorrangige Sicherung an einem eigenen Grundstück erwirbt, diese – die selbstverständlich auch verkehrsfähig bleibt – ebenso vorrangig wieder veräußern und sich damit eine nicht unwesentliche Kreditmöglichkeit verschaffen kann.
Siehe auch: Grundschuld, Hypothek